# ウイニングポスト5
『ウイニングポスト5』（Winning Post 5）とは、2000年にコーエー（現・コーエーテクモゲームス）からWindows版が発売された競馬シミュレーションゲーム。ウイニングポストシリーズの第5作。PS2版ではデータを年度ごとのものに入れ替えた「マキシマム2002」、「マキシマム2003」も発売された。
本作のWindows版は、シリアルによるコーエーへのオンラインユーザー登録システムが初めて導入された作品でもある。ユーザー登録を行わないと、コーエー公式サイト上で行われている数々のサービスが受けられない。後に発売されたソースネクスト販売のものおよびダウンロード販売版には、コーエーへのユーザー登録用シリアルは付属していない（ソースネクスト版にはソースネクストオフィシャルサイトで使用可能なマイルをもらうためのシリアルは付属する）。またPlayStation 2版もKOEI The Bestその他で廉価版も発売されている。
競走馬の血統の更新をテーマとした『3』および『4』シリーズに対し、登場人物に重点が置かれた。

## 内容および特色
競走馬生産
配合面では「因子」が初登場。また配合理論が重視された前2作の傾向が修正され産駒の能力は両親の能力に大きく影響されるが、配合理論によって能力を上昇させることができるというシステムが採用された。
競走馬生産牧場
本作よりプレイヤー所有の競走馬生産牧場に様々な施設を建設し、規模を拡張させていく様子を視覚で楽しめるようになった。『1』シリーズ以来久々に牧場長を選択することができるようになった。また、シリーズ作品で初めて牧場長に能力値が設定された。
馬主データ・ライバル馬主
本作および『6』（『6』はPCのみ）では、各セーブデータにおけるプレイヤーの行動はそれぞれ記録され、傾向を「馬主データ」として出力できる。これを別途導入することで、プレイヤーのライバルとなるユーザーオリジナルのNPC馬主をゲーム上に登場させることができる。パワーアップキットでは「馬主データ」を用いた対戦モードも収録されている。
その他、シリーズレースとしてワールドシリーズ・レーシング・チャンピオンシップが初めて導入され欧米だけでなく香港やシンガポール、オーストラリアの一部GIレースも出走できるようになった。また登場人物が重視された結果、過去のシリーズ作品における登場人物の多くが再登場しライバル馬主との様々なイベントも追加された。さらに前作にはなかった施設の再拡張工事も可能になっている。

## 主な登場人物・スーパーホース

### 人物
＊はシリーズ初登場の人物（秘書はウイニングポスト3以降のシリーズ伝統として毎回新規にキャラが設定されている）

秘書
- 西村里咲　＊
- 萱野晶子　＊
- 麻川貢　＊

知人
- 有馬桜子
- 井坂修三郎
- 結城江奈
- 栗原美穂
- 椎野はるか
- 高松凱旋

牧場長
- 宝塚菊夫
- 牧野若葉　＊
- 篠原宏美
- 緒河源　＊
- ロデオ・テシオ　＊

ライバル馬主
- 鳳雅輝
- 相馬百合子
- 結城江奈
- 織月絵里奈

### スーパーホース
牡馬
- サンダーマウンテン
- メイジガルダン
- ロシアンルーレット
- カマイタチ
- ベルファンブル
- ディアギレフ
- ブラフマン
- ユウジン
- ライネルクロス
- エルベス
- デュプリケイター
- トキオシティ
- ストームトルーパー
- ワードペイン

牝馬
- ユリノローズ
- クリテリオン
- サクリファイスミー
- サムシングアゲイン
- ソルディエンヌ
- タイガエレクトラム
- ペトルーシュカ
- ルビーヴェイル